# Drehstreckung
Eine Drehstreckung ist eine Ähnlichkeitsabbildung, die sich als Kombination der beiden geometrischen Operationen Drehung und Streckung darstellen lässt.
Im 2D-Raum (Ebene) ist sie durch 2 Transformationsparameter charakterisiert, bei zusätzlicher Parallelverschiebung durch 4 Parameter. 

Im hier nicht behandelten 3D-Fall sind es 4 bzw. 7 Parameter, siehe 7-Parameter-Transformation.

## Euklidische Ebene

### Zentrum im Ursprung
Jede Drehstreckung (mit Ausnahme der Identität) hat genau einen Fixpunkt, auch Zentrum genannt.
Liegt dieser Fixpunkt im Koordinatenursprung, so lässt sich die Drehstreckung als Matrixmultiplikation schreiben:
{\displaystyle \left({\begin{matrix}x\\y\end{matrix}}\right)\mapsto \left({\begin{matrix}r\cos \phi &-r\sin \phi \\r\sin \phi &r\cos \phi \end{matrix}}\right)\cdot \left({\begin{matrix}x\\y\end{matrix}}\right)=\left({\begin{matrix}r\cos \phi \cdot x-r\sin \phi \cdot y\\r\sin \phi \cdot x+r\cos \phi \cdot y\end{matrix}}\right)}
Dabei ist {\displaystyle r\neq 0} der Skalierungsfaktor und {\displaystyle \phi } der Drehwinkel.
In der komplexen Ebene lässt sich die gleiche Abbildung als komplexe Multiplikation schreiben:
{\displaystyle z\mapsto re^{i\phi }\cdot z\qquad {\text{mit }}z\in \mathbb {C} ,r\in \mathbb {R} \setminus \{0\},\phi \in \mathbb {R} }

### Zentrum beliebig
Liegt der Fixpunkt der Drehstreckung außerhalb des Ursprungs, so muss man entweder noch eine Translation der Koordinaten vornehmen, oder mit homogenen Koordinaten rechnen:
{\displaystyle \left({\begin{matrix}x\\y\\1\end{matrix}}\right)\mapsto \left({\begin{matrix}r\cos \phi &-r\sin \phi &t_{x}\\r\sin \phi &r\cos \phi &t_{y}\\0&0&1\end{matrix}}\right)\cdot \left({\begin{matrix}x\\y\\1\end{matrix}}\right)=\left({\begin{matrix}r\cos \phi \cdot x-r\sin \phi \cdot y+t_{x}\\r\sin \phi \cdot x+r\cos \phi \cdot y+t_{y}\\1\end{matrix}}\right)}
Die Koordinaten {\displaystyle (t_{x},t_{y})} beschreiben dabei eine abschließende Verschiebung. Der Fixpunkt der Abbildung lässt sich daraus durch Lösen eines linearen Gleichungssystems ermitteln.
Auch die allgemeine Form einer Drehstreckung mit beliebigem Zentrum kann man in der komplexen Ebene ausdrücken:
{\displaystyle z\mapsto re^{i\phi }\cdot z+t\qquad {\text{mit }}z\in \mathbb {C} ,r\in \mathbb {R} \setminus \{0\},\phi \in \mathbb {R} ,t\in \mathbb {C} }
In dieser Form findet sich die Position des Zentrums als Lösung der Fixpunktgleichung besonders einfach:
{\displaystyle z=re^{i\phi }\cdot z+t\quad \Rightarrow \quad z={\frac {t}{1-re^{i\phi }}}}
Für {\displaystyle r=1} und {\displaystyle \phi =0{\pmod {360^{\circ }}}} beschreiben die Formeln eine Parallelverschiebung, die nicht zu den Drehstreckungen gezählt wird, da sie sich nicht aus einer Drehung und einer Streckung zusammensetzen lässt. Ist allerdings zugleich {\displaystyle t_{x}=t_{y}=0} (bzw. {\displaystyle t=0}), stellen die Formeln die identische Abbildung dar, die als Spezialfall zu den Drehstreckungen zählt, zusammensetzbar aus einer Drehung um 0° und einer Streckung mit dem Faktor 1.

### Ein wichtiger Satz
Zwei gleichsinnig ähnliche Figuren (das sind ähnliche Figuren mit gleicher Orientierung) in der euklidischen Ebene entstehen entweder durch eine Verschiebung oder eine Drehstreckung.

### Eine Eigenschaft: Zwei Kreise

Spiral similarity

Sei T eine Drehstreckung, die den Kreis k auf k' abbildet,  mit k {\displaystyle \cap } k' = {C, D} und Fixpunkt C.
Dann sind für jeden Punkt  P {\displaystyle \in } k die Punkte P, T(P)= P' and D kollinear.
Beweis:
{\displaystyle \angle CMP=\angle CM'P'}, da Drehung und zentrische Streckung winkeltreu sind.
{\displaystyle \angle P'DC+\angle CDP=180^{\circ }}, denn wenn der Radius {\displaystyle {\overline {MD}}} die Sehne {\displaystyle {\overline {CP}}} schneidet, dann schneidet {\displaystyle {\overline {M'D}}} die Sehne {\displaystyle {\overline {CP'}}} nicht ‒ und umgekehrt. Daher ist einer dieser Winkel ß und der andere 180°-ß.
Somit sind P, P' and D kollinear.